# Lucie Anastassiou
Lucie Anastassiou (La Rochelle, 10 de enero de 1993) es una deportista francesa que compite en tiro, en la modalidad de tiro al plato.
Ganó una medalla de bronce en el Campeonato Mundial de Tiro al Plato de 2022 y nueve medallas en el Campeonato Europeo de Tiro entre los años 2016 y 2025.
En los Juegos Europeos obtuvo dos medallas, bronce en Bakú 2015 y plata en Minsk 2019.

## Palmarés internacional
| Campeonato Mundial | Campeonato Mundial    | Campeonato Mundial | Campeonato Mundial |
| Año                | Lugar                 | Medalla            | Prueba             |
| ------------------ | --------------------- | ------------------ | ------------------ |
| 2022               | Osijek (Croacia)      | Medalla de bronce  | Skeet mixto        |
| Juegos Europeos    |                       |                    |                    |
| Año                | Lugar                 | Medalla            | Prueba             |
| 2015               | Bakú (Azerbaiyán)     | Medalla de bronce  | Skeet mixto        |
| 2019               | Minsk (Bielorrusia)   | Medalla de plata   | Skeet              |
| Campeonato Europeo |                       |                    |                    |
| Año                | Lugar                 | Medalla            | Prueba             |
| 2016               | Lonato (Italia)       | Medalla de plata   | Skeet mixto        |
| 2017               | Bakú (Azerbaiyán)     | Medalla de oro     | Skeet              |
| 2017               | Bakú (Azerbaiyán)     | Medalla de oro     | Skeet mixto        |
| 2018               | Leobersdorf (Austria) | Medalla de oro     | Skeet mixto        |
| 2018               | Leobersdorf (Austria) | Medalla de plata   | Skeet              |
| 2019               | Lonato (Italia)       | Medalla de bronce  | Skeet mixto        |
| 2024               | Lonato (Italia)       | Medalla de oro     | Skeet mixto        |
| 2024               | Lonato (Italia)       | Medalla de plata   | Skeet              |
| 2025               | Châteauroux (Francia) | Medalla de oro     | Skeet              |